# 遊戲內置廣告
遊戲內置廣告（英語：In-game advertising，簡稱IGA），遊戲業內一般稱為廣告變現，是一種電子遊戲盈利模式。廣告類型以植入式廣告為主，2014年後廣告形式變得多樣化，是免費遊玩遊戲常用的盈利模式之一。

## 歷史
最早可考的第一款植入廣告的遊戲是1978年推出的電腦遊戲《探險世界》，開發者斯科特·亞當在遊戲內宣傳了他的下一款遊戲《海盜冒險》。1980年代，街機遊戲和家用主機逐漸普及，開始有商家嘗試在這些平台植入廣告宣傳商品，宣傳預算較高的商家還會直接讓開發商製作專門的廣告遊戲宣傳商品，如百威在1983年就贊助街機遊戲《Tapper》開發者，在遊戲中植入百威啤酒的廣告；麥當勞贊助Data East和維珍互動在紅白機上開發《麥當勞世界》（1988年）和《麥當勞小子》（1992年）。受限於當時的圖形技術，那個時期的廣告多以展示品牌標誌為主，又或者基於品牌設計遊戲玩法。1990年代隨著3D遊戲技術日漸成熟，部分商家開始支持開發者在第五世代遊戲機上開發廣告遊戲，如以百事可樂為主題的PS遊戲《百事超人》（1999年），為通用磨坊製作的《Chex Quest》（1996年）。
二十一世紀後，遊戲開發成本不斷提高，商家礙於宣發預算較少贊助開發廣告遊戲，植入式廣告成為主流。同時隨著遊戲玩家數量變多，政府和政治宣傳也開始在遊戲中植入廣告宣傳，如2007年英國情報機構就計劃在間諜題材遊戲中刊登招聘廣告，2008年奧巴馬參選美國總統時就在藝電遊戲中加入競選廣告。2008年蘋果公司推出App Store之後，吸引了不少開發商在手機上開發遊戲，由於用戶付費率不高，迫使開發商採用免費遊玩這種商業模式營運遊戲，以內購和內置廣告來盈利。

## 設計及種類

開發商qureate在《TroubleDays》的遊戲場景中加入自家作品《NinNinDays》和《Prison Princess》的宣傳廣告

遊戲內置廣告投放的遊戲類型，一般可以分為單機遊戲和網絡遊戲兩類。廣告形式一般有將特定遊戲場景設置成廣告墻，以現實商品設計遊戲道具，將品牌內容融入到遊戲劇情和玩法上，遊戲獎勵現實的商品優惠券等等。遊戲題材也會限制了內置廣告的內容，開發商需要考慮植入廣告是否影響遊戲體驗和能否引起玩家的互動。單機遊戲無法聯網，所以內置的廣告一般為靜態廣告，固定在遊戲的特定場景，遊戲發佈後無法被修改，商家需要在遊戲開發階段和開發商確認廣告位。而且單機遊戲內置廣告一般帶有較強排他性，商家會爭取遊戲只有他一家的廣告，甚至要求遊戲主題和玩法都為廣告服務。網絡遊戲內置廣告以動態廣告為主，運行方式和網絡廣告一樣，動態廣告需要經網絡加載，內容可以變動，遊戲後台也能統計觀看次數，投放費用遠低於靜態廣告。
虛擬遊戲《第二人生》大熱時，有不少公司照搬現實的場景嘗試過一些獨特的廣告形式，IBM在遊戲內建立一批小島用作辦公和招聘場所，科威不動產和Adidas在遊戲內開設虛擬分公司和銷售分店，路透社等媒體在遊戲內建立辦公室。這些廣告效果並不明顯，玩家參與度極低。
手機平台方面，早期開發商內置廣告較為保守，避免廣告影響用戶遊戲體驗和降低用戶內購，廣告類型以開屏廣告和橫幅廣告為主，還有在遊戲關卡節點加入視頻廣告。部分遊戲為了增加廣告投放節點，特意設置大量小關卡，高難度關卡，在玩家進入關卡、通關和角色死亡時插入視頻廣告。2011年手機遊戲內置廣告代理商Kiip設計出激勵系統這種廣告類型，玩家在完成關卡或完成某些成就時，會有廣告彈窗，並給予玩家現實的商品優惠券。到2014年開發商已經探索出多種不影響玩家遊戲體驗的廣告方式，通過客製化的廣告保證玩家的遊沉浸感，如推广墙、可玩式廣告和激勵視頻廣告。其中激勵視頻廣告被認為是最佳的廣告形式，玩家通過觀看視頻廣告能獲得遊戲道具或遊戲資源，較少影響遊戲體驗，玩家也相對不抵觸。Unity Ads2016年的訪問調查顯示，八成手機遊戲玩家願意為遊戲獎勵，專門去看遊戲內置廣告，而Unity後台數據顯示，有54%玩家會通過觀看激勵視頻廣告獲得遊戲獎勵。2018年DeltaDNA的調查顯示，大部分遊戲使用多種類型廣告，其中65%遊戲使用激勵視頻廣告，39%是插屏廣告，31%使用橫幅廣告，21%使用可玩式廣告。
在中國大陸，遊戲商業發行需要遊戲版號，沒有版號的開發商，無法以遊戲銷售和內購盈利，所以主要開發無版號的網頁遊戲、H5游戏，還有微信、抖音、快手等社交媒體上的小遊戲，以內置廣告盈利。

## 影響及評價
媒體認為遊戲內置廣告和傳統廣告對比有一定優勢，遊戲受眾和遊戲題材關聯性高，商家可以針對性投放廣告。傳統廣告媒體，如電視、廣播和戶外看板較難確認廣告效果，而遊戲玩家視線必然集中在遊戲，加上遊戲後台統計也能保證廣告曝光率。隨著內置廣告業務的發展，市場上也出現了專門負責遊戲內置廣告的廣告代理商，如Massive；原網絡廣告商也會推出相關服務，如Google的AdSense for Games；也有不少遊戲開發商設立內置廣告投放的部門或者分公司，如盛大遊戲的网游传媒，遊戲引擎開發商Unity的Unity Ads等。
針對內置廣告在不同類型遊戲的實踐方式，評論員的看法不一，新浪遊戲編輯表示網絡遊戲並不合適內置廣告，內置廣告也不可能成為網絡遊戲的主要收入。他指出網絡遊戲的獲客成本很高，而內置廣告的收益比遊戲道具低，開發商應該考慮將遊戲內廣告位用作遊戲道具宣傳而不是銷售現實商品。《連線》記者法蘭克·羅斯曾批評《第二人生》各大公司設置門店的做法脫離實際，生搬硬套現實的內容，沒有因應遊戲內容設計出有趣且具有互動性的體驗。藝電手機部門負責廣告業務的戴夫·麥登對手機遊戲內置廣告的未來發展十分樂觀，他認為只要開發商不照搬廣播和電視的宣傳方式，根據手機平台的特性推送用戶喜歡的廣告類型，使用激勵視頻，也能給用戶提供積極的廣告體驗。
媒體批評內置廣告的內容存在問題，《南方都市报》和《法治日报》都曾摘文批評遊戲內置廣告的提供平台缺乏監管，導致不少廣告涉及虛假宣傳和欺詐。